# Mister Cory
Mister Cory (br.: Hienas do pano verde / pt. Mister Cory) é um filme de drama dos Estados Unidos de 1957, realizado por Blake Edwards e distribuído pela Universal-International.

## Elenco
- Tony Curtis...Cory
- Martha Hyer...Abby Vollard
- Charles Bickford..."Biloxi" Caldwell
- Kathryn Grant...Jen Vollard
- William Reynolds...Alex Wyncott
- Henry Daniell...Sr. Earnshaw
- Russ Morgan...Ruby Matrobe
- Willis Bouchey...Sr. Vollard
- Louise Lorimer...Sra. Vollard
- Joan Banks...Lily
- Harry Anders...Andy
- Glen Kramer...Ronnie Chambers

## Sinopse
Cory deixa um bairro pobre de Chicago onde morava, pois quer melhorar a sua vida. O destino o faz passar em frente do Green Pines, um resort exclusivo em Wisconsin. Cory crê que arranjar emprego ali é o passo inicial para começar outra vida.
Após ser entrevistado pelo administrador do restaurante, o autoritário Earnshaw, é contratado como ajudante de garçon cujo salário é pequeno. Uma noite, no salão de refeições, Cory vê a rica Abby Vollard e se apaixona mas ela nem repara nele, pois estava com seu noivo Alex Wyncott, filho de um importante político. Com a ajuda da irmã mais nova de Abby, Jen, Cory consegue se aproximar de Abby. Mas os planos de Cory são atrapalhados quando ele perde todo seu dinheiro em um jogo de cartas contra os clientes do resort e é obrigado a deixar seu emprego. Cory descobre depois que, dentre os jogadores, estava o profissional Biloxi. Esse quer um parceiro e convida Cory para viajar pelo país jogando cartas. Cory aceita e consegue ganhar bastante dinheiro, o que lhe dá esperança de retomar seu caso com Alex.

## Ficha Técnica
Título Original: Mister Cory
- Género: Drama
- Tempo de Duração: 92 minutos
- Ano de Lançamento (EUA): 1957
- Estúdio: Universal International Pictures
- Distribuição: Universal International Pictures
- Realizador: Blake Edwards
- Argumento: Blake Edwards e Leo Rosten
- Produção: Robert Arthur
- Música: Henry Mancini
- Fotografia: Russell Metty
- Direcção de Arte: Alexander Golitzen e Eric Orbom
- Guarda-Roupa: Bill Thomas
- Edição: Edward Curtiss